# Keith Szarabajka
Keith Szarabajka (/ˈsærəbaɪkə/; lengyelül: [ʂaraˈbajka]; Oak Park, Illinois, 1952. december 2. –) amerikai színész.

## Élete
Szarabajka az Illinois állambeli Oak Parkban született, Anne és Edward Szarabajka fiaként.
A Campion Jezsuita Középiskolában, a John Hersey Középiskolában, a Chicagói Egyetemen és a Trinity Egyetemen tanult. 1972 és 1978 között a chicagói Organic Theaterben tanult tovább színészetet. Ez idő alatt a "Bleacher Bums" egyik írója volt, (többek között) Joe Mantegnával és Stuart Gordonnal. 1982-ben mellékszerepet játszott Costa-Gavras Eltűntek című filmjében.

## Filmográfia

### Film
| Év   | Magyar cím                             | Eredeti cím                        | Szerep                  | Magyar hang    | Forr. |
| ---- | -------------------------------------- | ---------------------------------- | ----------------------- | -------------- | ----- |
| 1980 | Simon                                  | Simon                              | Josh                    |                |       |
| 1982 | Eltűntnek nyilvánítva                  | Missing                            | David Holloway          | Koroknay Géza  |       |
| 1984 | Protokoll                              | Protocol                           | Crowe                   | Bor Zoltán     |       |
| 1985 | Gyilkos fertőzés                       | Warning Sign                       | Tippett                 | Juhász Zoltán  |       |
| 1985 | Marie                                  | Marie                              | Kevin McCormack         | Máté Gábor     |       |
| 1987 | Walker, a felszabadító                 | Walker                             | Timothy Crocker         |                |       |
| 1988 | Lánctalpak                             | The Misfit Brigade                 | öregember               |                |       |
| 1989 | Kisvárosi vagányok                     | Staying Together                   | Kevin Burley            |                |       |
| 1992 |                                        | Under Cover of Darkness            | Clayton Dooley          |                |       |
| 1993 | Tökéletes világ                        | A Perfect World                    | Terry Pugh              | Csuja Imre     |       |
| 1994 | André, a fóka                          | Andre                              | Billy Baker             | Orosz István   |       |
| 1998 | A semmi közepén                        | Dancer, Texas Pop. 81              | Mókus apja              |                |       |
| 2002 | Katonák voltunk                        | We Were Soldiers                   | diplomáciai kém         |                |       |
| 2002 | A Thornberry család – A mozifilm       | The Wild Thornberrys Movie         | orvvadász (hangja)      |                | [ 5 ] |
| 2008 | A sötét lovag                          | The Dark Knight                    | Gerard Stephens nyomozó | Besenczi Árpád |       |
| 2008 | Dead Space – Holt tér                  | Dead Space: Downfall               | Dr. Kyne (hangja)       | Ujréti László  | [ 5 ] |
| 2011 | Transformers 3.                        | Transformers: Dark of the Moon     | Lézercsőr (hangja)      | Scherer Péter  | [ 5 ] |
| 2012 | Az Argo-akció                          | Argo                               | Adam Engell             | Pálfai Péter   |       |
| 2013 |                                        | The Insomniac                      | Ted Lemont              |                |       |
| 2015 | Batman határtalanul: Féktelen ösztönök | Batman Unlimited: Animal Instincts | Ezüsthátú (hangja)      | Háda János     | [ 5 ] |
| 2016 |                                        | Reparations                        | Atreus ezredes          |                |       |
| 2018 | Hazugságok városa                      | City of Lies                       | Reese őrmester          |                |       |
| 2019 |                                        | DC Showcase: Death                 | felügyelő (hangja)      |                | [ 5 ] |
| 2021 | Találkozás                             | Encounter                          | Grant                   |                |       |